# Emanuel Richter
Emanuel Richter (* 20. August 1953 in Willsbach, heute Teil von Obersulm) ist ein deutscher Politikwissenschaftler.
Richter studierte Politikwissenschaft, Soziologie, Germanistik und Philosophie in Mainz, Bonn und Paris. Von 2000 bis 2020 war er Professor für Politische Systeme am Institut für Politische Wissenschaft der RWTH Aachen. Zuvor lehrte und forschte er an der University of California, Irvine.
Seine Forschungsschwerpunkte sind die Vergleichende Systemforschung mit besonderem Fokus auf Westeuropa und den atlantischen Raum, die republikanische Politiktheorie, die Demokratietheorie – speziell Probleme der trans- und supranationalen Demokratie – sowie die europäische Integration.
Seit 2000 ist Richter Vertrauensdozent und seit 2012 Mitglied des Auswahlausschusses der Friedrich-Ebert-Stiftung. Zudem ist er seit 2015 Mitglied des Wissenschaftlichen Beirats der Bonner Akademie für Forschung und Lehre praktischer Politik.
Darüber hinaus ist er in regelmäßigen Abständen als Kommentator in der politischen Berichterstattung des Fernsehsenders Phoenix tätig.

## Publikationen (Auswahl)
- Leitbilder des europäischen Föderalismus. Die Entwicklungsgeschichte der Idee eines europäischen Bundesstaats bis zum Beginn des 20. Jahrhunderts, Bonn 1983 (zugl. Diss., Bonn 1982).
- Der Zerfall der Welteinheit. Vernunft und Globalisierung in der Moderne, Frankfurt/Main 1992.
- Die Expansion der Herrschaft. Eine demokratietheoretische Studie, Opladen 1994.
- Das republikanische Europa. Aspekte einer nachholenden Zivilisierung, Opladen 1999.
- Republikanische Politik. Demokratische Öffentlichkeit und politische Moralität, Reinbek 2004.
- 20 Fragen an Europa. Anleitung zu einer demokratischen Selbstbefragung, Opladen 2007.
- Die Wurzeln der Demokratie, Weilerswist 2008.
- Was ist politische Kompetenz? Politiker und engagierte Bürger in der Demokratie, Frankfurt/Main & New York 2011.
- Demokratischer Symbolismus. Eine Theorie der Demokratie, Berlin 2016.
- Seniorendemokratie. Die Überalterung der Gesellschaft und ihre Folgen für die Politik, Berlin 2020.